# ジャーマースプ
ジャーマースプ（Jamasp または Zamasp, Djamasp, パフラヴィー語: 𐭩𐭠𐭬𐭠𐭮𐭯, ペルシア語: جاماسپ Jāmāsp）はサーサーン朝の君主（シャーハーン・シャー、在位：496年 - 498年/499年）。
ジャーマースプはペーローズ1世（在位：459年 - 484年）の子で、カワード1世（在位：488年 - 496年、498年/499年 - 531年）の弟にあたる。貴族と聖職者によって廃位されたカワード1世を継いで王位に据えられたが、エフタルの助力を得て王位奪回を目指したカワード1世に対し、抵抗することなく王位を退いた。

## 名前
ジャーマースプは、ペルシアの伝説的な王朝であるカヤーン朝の歴史に対するサーサーン朝の人々の関心が高まっていた影響を受けて、カヤーン朝の君主ヴィシュタスパの神話上の大臣であるジャーマースプにちなんで名付けられた。この名前はギリシア語では Zamásphēs と訳されている。 また、アラビア語では Jāmāsb, Zāmāsb または Zāmāsf、新ペルシア語では Jāmāsp もしくは Zāmāsp となっている。

## 背景
484年、ペーローズ1世がバルフ近郊におけるエフタルとの戦いで戦死した（エフタル・サーサーン戦争 (484年)）。軍隊は完全に打ち破られ、ペーローズ1世の遺体は発見されなかった。また、ペーローズ1世の息子と兄弟のうち四人が共に命を落とした。戦後、サーサーン朝の東方に位置するホラーサーンの主要都市であるニーシャープール、ヘラートおよびメルヴがエフタルの支配下に置かれた。しかし、ペルシアの七大貴族の一つであるカーレーン家のスフラがすぐに新しい軍隊を編成してエフタルによるさらなる侵攻を食い止め、ペルシアの有力者、特にスフラとミフラーン家のシャープール・ミフラーンによって、ペーローズ1世の兄弟であるバラーシュが王に擁立された。しかし、貴族と聖職者の間で不人気であったバラーシュは、わずか4年間の統治後の488年に退位させられた。スフラはバラーシュの廃位において主要な役割を果たし、サーサーン朝の新しい王としてペーローズ1世の皇子のカワードを指名した。

## 治世
496年、カワード1世によって実行された社会経済的および宗教的な方針の変更が原因となり、貴族とゾロアスター教の聖職者がカワード1世を退位させ、より制御しやすいとみられていた兄弟のジャーマースプを王位に据えた。カワード1世の退位の背後にある他の理由の一つは、カワード1世によるスフラの処刑にあった。一方では国内、特にメソポタミアにおいて大きな混乱が発生していた。すぐに貴族の間でカワードをどう処遇するべきかの評議が開かれ、著名な大土地所有者の一族で、最北東部の国境地帯の軍司令官（カナーラング）であったグシュナスプダードがカワードの処刑を提案した。しかしグシュナスプダードの提案は却下され、代わりにカワードは忘却の城と呼ばれるフーゼスターンの監獄へ投獄された。しかしながらカワードは妻と親友の助けを借りて脱獄に成功し、エフタルの領内へ逃亡した。
498年（もしくは499年）、カワードはエフタルの軍隊を伴ってペルシアへ帰還した。カワードはホラーサーンのカナーラングの一族の領地を通過した際に、一族の一人でカワードへの助力を承諾したアデルゴードーンバデースに出会った。カワードを支持したもう一人の貴族は、スフラの息子であるザルミフル・カーレーンであった。ジャーマースプと貴族、そして聖職者はさらなる内戦の発生を望まなかったため抵抗しなかった。彼らはジャーマースプや支配層に危害を加えないという条件のもと、カワードが再び王になることを承諾した。グシュナスプダードとカワードに対する陰謀を企てていた他の貴族は処刑された一方で、ジャーマースプはおそらくは盲目にされたものの処刑は免れた。カワードによる王位の奪回は帝国の混乱した状況を物語っている。無秩序な状況の中では、小規模な軍事力でもって貴族と聖職者の連帯を凌ぐことが可能であった。
ジャーマースプは退位した後にアルメニアへ向かい、そこでハザールを破り、その領土の一部を征服した。また、アルメニアの女性と結婚し、ナルシー（Narsi）と名付けられた息子を儲けた。

## 子孫
530年もしくは540年にジャーマースプは死去し、ジャーマースプの息子であったナルシーはギーラーンを含む一族の領地を拡大させた。ナルシーの息子のピールーズ（Piruz）はギーラーンの王女の一人と結婚し、ギール・ガーヴバーラ（Gil Gavbara）と名付けられた息子を儲けた。ギール・ガーヴバーラは後にダーブーイド朝の祖となり、彼の二人の息子のうちの一人のダーブーヤ（Dabuya）がスパーフベドとしてダーブーイド朝を継いだ。もう一方の息子であるパードゥースパーン（Paduspan）は、パードゥースパーン朝（タバリスターンの地方政権）を開いた。